# 烏爾麗克·邁法特
烏爾麗克·邁法特（德語：Ulrike Meyfarth，1956年5月4日—）是德國女子跳高選手。奧運史上兩次獲女子跳高冠軍，一破一平奧運會紀錄，並且4次當選德國最佳女運動員，7次越過了2.00m以上的高度。

## 生平
邁法特，德國人，出生於前聯邦德國的韋賽林，身高1.88m，擅長跳高，11歲開始田徑訓練，她12歲加入科隆體育俱樂部，在教練約尼茨的指導下是第一個採用背越式跳高技術的女選手。邁法特是世界田徑史上傳奇的人物，她創了空前的奇跡。1971年她15歲時她以1.85米的成績奪得全國少年女子跳高冠軍，同年獲全國比賽的第三名。1972年16歲時在慕尼黑奧運會上以1.92m平世界紀錄並奪得金牌，成為奧運史最年輕的女子跳高金牌獲得者，奧運會3年後，邁法特高中畢業，沒有考取大學，第2年1976年在蒙特利爾奧運會又沒有取得女子跳高決賽資格，但這些挫折，沒有削弱她的進取精神。經過努力，她不但考取了體育學院，幾年後又在洛杉磯奧運會上以2.02m奪得金牌，並打破了奧運會紀錄，成為奧運史上第二位兩次獲女子跳高冠軍的選手。
來自於科隆羅登基興鎮（Rodenkirchen）的邁法特在1972年慕尼黑奧運會一舉成名之後，由於心裡負擔過重，外界干擾過大，她的成績反而下降了。後來，她求教西德著名的田徑教練歐森貝格，1978年她又以1.95m創造聯邦德國新紀錄，1981年又把紀錄提高到1.96m，同年9月6日她以1.96m獲世界盃冠軍。這使她被評為1981年聯邦德國「最佳女運動員」。1982年她以1.99m獲歐洲室內冠軍，7月25日終於第一次征服了2.0m的高度，9月她又以2.02m打破世界紀錄，獲得歐洲冠軍，再度當選為本年度聯邦德國「最佳女運動員」，在1983年第一屆世界田徑錦標賽中以1. 99m獲得銀牌，同年8月21日她在倫敦的歐洲杯賽上與前蘇聯的塔·貝科娃雙雙跳過2.03m，再創世界紀錄，1984年在洛杉磯奧運會上第二次奪得金牌。1985年在多特蒙德舉行的全國室內錦標賽時，她正式告別了長達15年之久的競技體育，1985年她著有《各就位、預備、跑！》一書，邁法特曾於1980年秋隨德國田徑隊訪華。
1984年被《國際體育通訊》評選為「世界最佳運動員」。1987年國際田聯慶祝成立75周年時，將她在1972年奧運會上金牌、記錄雙豐收的成就，評選為世界田壇75年來「100個金色時刻」之一。

## 外部連結
- 烏爾麗克·邁法特在的頁面
- Ulrike Meyfarth: Nicht nur die Höhe verändert sich - Von Olympia nach Olympia, zwölf Sommer Einsamkeit, o. O., 1984
- Leverkusen who's who （页面存档备份，存于）